# عمر نمر النابلسي
عمر نمر النابلسي (مواليد1 نيسان 1936) هو سفير الأردن متقاعد.

## الحياة المهنية
عمل مستشاراً قانونياً للشركة السعودية لخدمات السيارات في طرابلس، ليبيا وذلك في الفترة من 1959 حتى 1961. عين ملحقاً دبلوماسياً اقتصادياً وسياسياً لدى جامعة الدول العربية واستمر في هذا المنصب حتى 1969. بين عامي 1960 و1970، كان مساعدا لمدير الديوان الملكي الأردني، ثم عيّن وزيراً للاقتصاد الوطني في حكومة وصفي التل واستمر في الوزارة من 1970 حتى 1972، حيث انتقل إلى السفارة الأردنية في لندن وفي ذات الوقت كان سفيراً غير مقيم في لاهاي وبرشلونة، واستمر فيها حتى 1972، حيث التحق بالوزارة مرةً أخرى تحديداً وزيراً للزراعة في حكومة زيد الرفاعي من حزيرانن 1973 حتى تشرين الثاني من العام نفسه، لينقل إلى وزارة الاقتصاد مرةً أخرى في حكومة زيد الرفاعي حتى 1974.
في العامين التاليين، انتقل إلى مدينة الكويت حيث عمل مستشاراً قانونياً واقتصادياً لدى الصندوق العربي للإنماء الاقتصادي والاجتماعي واستمر فيه حتى 1977.
عام 1980، عُيّن وزيراً للعمل والإنشاء والتعمير. وعين في مجلس الأعيان الأردني بين عامي 1989 و1993. ويذكر أنه كان عضواً في المجلس الاستشاري الوطني.
مُنح النابلسي على وسام الكوكب الأردني من الرتبة الأولى.